# مدال گونروس
مدال گونروس (به انگلیسی: Gunnerus Medal) یک نشان افتخار است که توسط انجمن سلطنتی علوم نروژ در شهر تروندهایم، در کشور نروژ، اعطاء می‌شود. این مدال در سال ۱۹۲۷ میلادی، برای اولین بار به‌طور رسمی معرفی شد. 
مدال گونروس، به افتخار یکی از بانیان انجمن سلطنتی علوم نروژ، به نام اسقف جان ارنست گونروس؛ نامگذاری شده‌است.

## معیار گزینش
این مدال به کسانی تقدیم می‌گردد که خدمات فنی یا علمی برجسته ای انجام داده یا به نوعی به انجمن سلطنتی علوم نروژ، منافعی قابل توجهی رسانده‌اند. 
 مدال گونروس، در ابتدا در ۲ کلاس طلا و نقره اعطا می‌شد، اما از سال ۱۹۳۵ فقط به صورت طلا اعطا می‌شود. 
 مدال نقرهٔ تمام دارندگان مدال گونروس، که در قید حیات هستند؛ با مدال طلا تعویض شده‌است.

## دریافت‌کنندگان مدال
مدال گونروس، بالاترین نشان افتخارانجمن سلطنتی علوم نروژ است. از سال ۲۰۰۴ میلادی، همچنین یک دیپلم افتخار نیز همراه با مدال گونروس، تقدیم می‌شود. از میان کسانی که تا به حال افتخار دریافت این مدال را داشته‌اند و در ایران شناخته می‌شوند؛ می‌توان موارد زیر را نام برد:
- ۱۹۵۸ میلادی ویگو برون
- ۲۰۲۰ میلادی می-بریت موزر
- ۲۰۲۰ میلادی ادوارد موزر[۴]